# Шарлът Хорнетс
Шарлът Хорнетс е професионален баскетболен отбор от Шарлът, САЩ. Състезава се в НБА в Югоизточната дивизия на Източната Конференция. Играчите му са наричани „стършелите“.

## История
Оригиналните Хорнетс са основани през 1988 година като част от разширяването на НБА. Отборът стига 7 пъти до плейофите между 1988 и 2002 година, когато е последната година за отбора в Северна Каролина. Джордж Шинн (собственик на Хорнетс тогава) мести отбора в Ню Орлеанс. В Шарлът се появява нов франчайз през 2004 година - Charlotte Bobcats. Като „рисовете“ отборът е считан за най-слабия в Източната конференция, но въпреки това стига до плейофите на два пъти - в сезон 2008-09 и сезон 2013-14, когато е и последния сезон под това име. През 2010 Майкъл Джордан купува „рисовете“ и три години по-късно подава заявление за смяна на името на отбора, връщайки се към оригиналното име на отбора - Шарлът Хорнетс. На 18 юли 2013 комисията одобрява промяната и влиза в сила от сезон 2014-15. Така цялата история на оригиналните Хорнетс от 1988 до 2002 година са трансферирани към този отбор, а франчайзът, който е бил Хорнетс между 2002 и 2014, в Ню Ореланс става Пеликанс.